# Dusza (teologia katolicka)

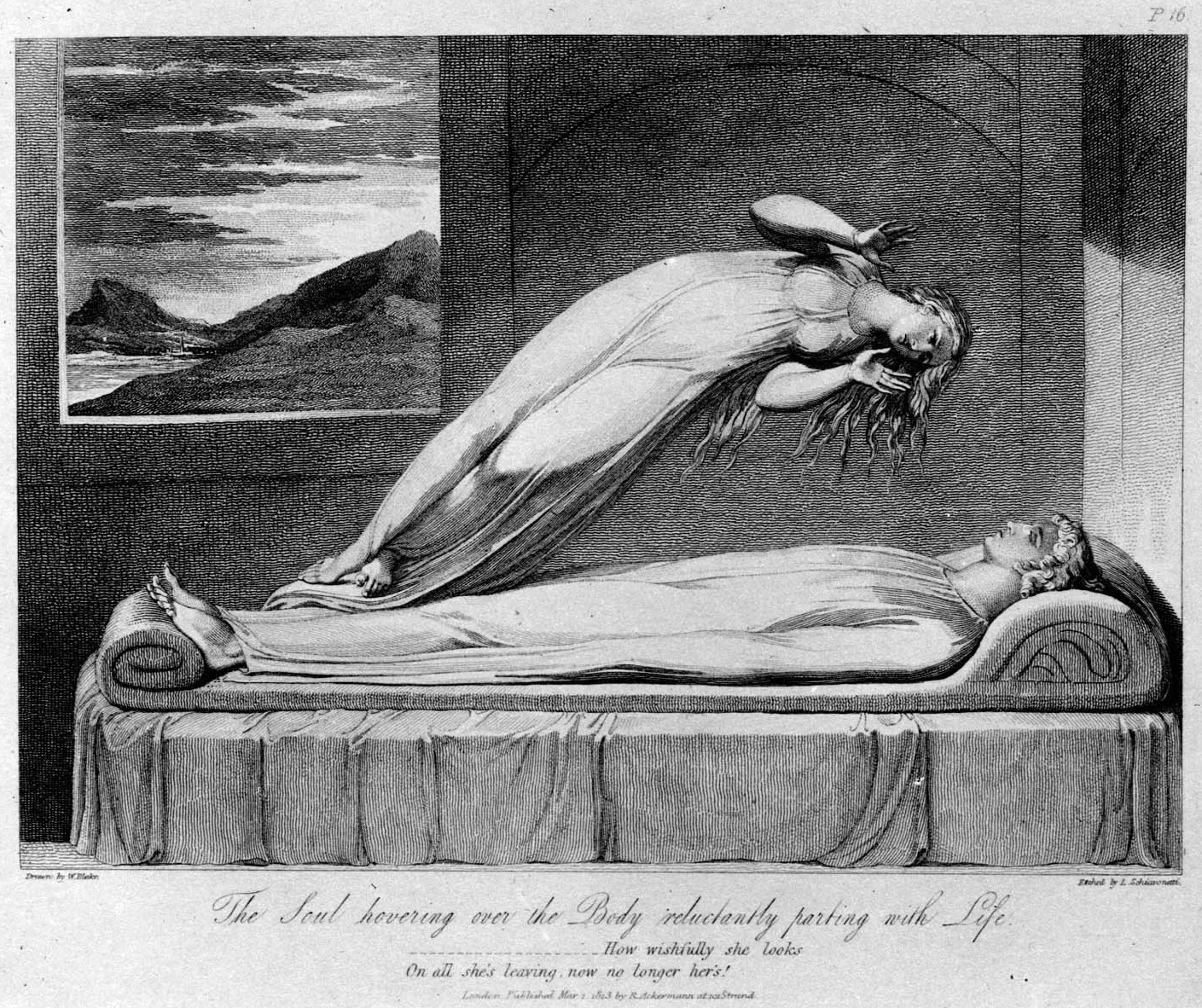
Luigi Schiavonetti (†1810), alegoria duszy opuszczającej ciało, ukazująca ich jedność na wzór małżeństwa. W historii teologii katolickiej w różny sposób akcentowano jedność duszy i ciała. KKK podkreśla, że po śmierci będzie żyła nie tylko dusza nieśmiertelna, ale że [w zmartwychwstaniu] na nowo otrzymają życie także nasze „śmiertelne ciała” (n. 990)

Dusza – nauczanie Magisterium Kościoła katolickiego ujmuje ją przede wszystkim w relacji z ciałem, jako ten element, który decyduje o samoświadomości osoby. Poszczególny człowiek ma tylko jedną duszę (ψυχή (psyché)), która jest rozumna (λογική (logiké)) (por. Sobór konstantynopolitański IV). Jest ona stworzona bezpośrednio przez Boga z niczego (ex nihilo). Nie jest więc częścią Boskiego bytu ani też nie istnieje wcześniej niż ciało. Jest elementem ożywiającym i ma wyższą godność niż ciało. Można też wykazać racjonalnie jej naturę duchową, nie ma żadnego materialnego początku. Od czasu Soboru Watykańskiego II nauczanie Kościoła zaczęło akcentować bardziej jedność człowieka, złożonego z duszy i ciała. Stąd mówiąc o człowieku, zamiast używać tradycyjnego określenia dusza, mówi o osobie.

## Biblia

### Stary Testament
W ścisłym tego słowa znaczeniu refleksja biblijna nie podejmowała zagadnień antropologicznych. W Starym Testamencie duszę pojmowano jako życie ciała. W Księdze Rodzaju 2,7 dusza (nefesz) została użyta jako określenie całego żyjącego człowieka: stał się człowiek duszą. Księga Liczb w rozdz. 23,10, kiedy odnosi się do śmierci człowieka, używa sformułowania niech umrze moja dusza, a w rozdz. 6,6 mówi o zbliżaniu się do umarłego jako o zbliżaniu się do duszy zmarłego człowieka.

### Nowy Testament
Nowy Testament przejął zasadnicze linie antropologii Starego Testamentu.

#### W antropologii św. Pawła
Nauczanie Świętego Pawła, choć należało do semickiej tradycji rozumienia duszy-nefesz jako tchnienia życia, przyjęło też wpływy antropologii greckiej. Zwłaszcza wtedy, gdy mówi on o szczęściu duszy oddzielonej od ciała po śmierci jako o zjednoczeniu z Chrystusem (por. Flp 1,23). 
Jak dowodzi Lucien Cerfaux, św. Paweł, nie będąc dualistą typu platońskiego, widział człowieka jako złożonego z duszy i ciała, część duchowa, w której mieszczą się władze poznawcze człowieka, jest miejscem szczególnej immanencji Ducha Bożego, tworzącego duchową sferę w sercu. W sensie indywidualnego ludzkiego ducha, πνευμα - pneuma występuje u Pawła 17 razy. Duch jest źródłem życia intelektualnego, jak wyraźnie pokazuje następujące zdanie Apostoła:

Kto zaś z ludzi zna to, co ludzkie, jeżeli nie duch, który jest w człowieku? (1 Kor 2,11; por.1 Kor 16,18; 2 Kor 2,13; 2 Kor 7,13)

Duch człowieka jest podmiotem modlitwy duchowej:

Jeśli bowiem modlę się pod wpływem daru języków, duch mój wprawdzie się modli, ale umysł nie odnosi żadnych korzyści. Cóż przeto pozostaje? Będę się modlił duchem, ale będę się też modlił i umysłem, będę śpiewał duchem, będę też śpiewał i umysłem. Bo jeśli będziesz błogosławił w duchu, jakże na twoje błogosławienie odpowie Amen ktoś nie wtajemniczony, skoro nie rozumie tego, co ty mówisz? (1 Kor 14, 14-16

W 1 Kor 5, 3-5 Apostoł zdaje się zakładać separację ciała i ducha:

Ja zaś nieobecny wprawdzie ciałem, ale obecny duchem, już potępiłem, tak jakby był wśród was, sprawcę owego przestępstwa. Przeto wy, zebrawszy się razem w imię Pana naszego Jezusa, w łączności z duchem moim i z mocą Pana naszego Jezusa, wydajcie takiego szatanowi na zatracenie ciała, lecz ku ratunkowi jego ducha w dzień Pana Jezusa.

To Pawłowe nauczanie jest zgodne z doktryną o ostatecznym zmartwychwstaniu (Rz 2,6+; 1 Kor 15,44+). Wpływ grecki był obecny w ówczesnym judaizmie i jest wyczuwalny także w innych pismach NT (por. Łk 16,22; 23,43; 1 P 3,19+; Ap 1,10; 4,2; 17,3; 21,10). U Pawła widoczny jest wtedy, gdy traktuje duszę jako osobny element od ciała (por. np. 2 Kor 12,2-4). Apostoł nauczał, że łaska paschalna nadała duszy (gr. psyche, nous) nowy wymiar, który wyrażony jest słowem pneuma, użytym nie w odniesieniu do Ducha Świętego, lecz do duszy rozumnej chrześcijanina, rozumianej jako najwyższa sfera człowieka:
W 1 Tes 5,23 Paweł wymienia też słynne trzy elementy: duch (pneuma), dusza (psyche) i ciało (soma)

Sam Bóg pokoju niech was całkowicie uświęca, aby nienaruszony duch wasz, dusza i ciało bez zarzutu zachowały się na przyjście Pana naszego Jezusa Chrystusa.

Pneuma jako uświęcenie duszy przez Ducha Świętego widać np. w Rz 8,10-11:

Jeżeli natomiast Chrystus w was mieszka, ciało wprawdzie podlega śmierci ze względu na [skutki] grzechu duch jednak posiada życie na skutek usprawiedliwienia. A jeżeli mieszka w was Duch Tego, który Jezusa wskrzesił z martwych, to Ten, co wskrzesił Chrystusa <Jezusa> z martwych, przywróci do życia wasze śmiertelne ciała mocą mieszkającego w was swego Ducha.

W opozycji «ciało-duch» («sarks-pneuma») Paweł nie rozumie jedynie ciała przeciwstawionego duszy. Głównym przesłaniem jest ukazanie dwóch kondycji człowieka (por. 2 Kor 7,5) - słaby grzesznik zostaje ogarnięty mocą Bożą, dokonującą jego odkupienia (por. Rz 8,1nn; 1 Kor 1,26). Zarówno «ciało-duch» jak i «ciało-dusza» są określeniami całego człowieka ukazującymi dany aspekt: duchowy lub cielesny. 
Inną interpretację teologii apostoła Pawła przedstawia Joachim Gnilka. Jego zdaniem w myśli Pawła termin psyche (dusza) odgrywa rolę marginalną. Myśl Pawła jest odległa od antropologii hellenistycznej. Dusza nie oznacza lepszej części człowieka, która nie ginie podczas jego śmierci, lecz zasadniczo życie ziemskie. Jej dalsze istnienie zapewnia w zmartwychwstaniu Duch Boży. Nawet Flp 1,23 nie należy interpretować jako oddzielenia się duszy od ciała – Paweł wyraża tam w sposób symboliczny myśl o przetrwaniu więzi z Jezusem pomimo śmierci.

### W antropologii ewangelistów
Semicka koncepcja człowieka będącego jednością duchowo-cielesną - odmienna od greckiej wizji - wyraźnie widoczna jest w ewangelii apostoła Jana, w dialogu Jezusa z Martą (Jn 11, 22-24). Według Franciszka Mickiewicza, podobnie jest u ewangelisty Łukasza, który opisuje wskrzeszenie córki Jaira: 

Lecz On rzekł:«Nie płaczcie bo nie umarła, tylko śpi». I wyśmiewali Go wiedząc, że umarła. On zaś ująwszy ją za rękę, rzekł głośno: «Dziewczynko, wstań». I duch jej powrócił [(gr.) καὶ ἐπέστρεψεν τὸ πνεῦμα αὐτῆς] i powstała natychmiast (Łk 8, 52-55

Według tego biblisty, Łukasz nie rozumie tu pneuma w sensie duszy lub ducha jako pierwiastka niezależnego od ciała na sposób platoński, gdzie ciało było więzieniem duszy, ożywiało ciało, a opuszczenie ciała było dla duszy wyzwoleniem. Należy tutaj - według Fr. Mickiewicza - rozumieć pneuma jako oddech.

### W antropologii Jakuba
W Liście Jakuba znajduje się porównanie antropologiczne: Tak jak ciało bez ducha jest martwe, tak też jest martwa wiara bez uczynków (Jk 2,26). Jak komentuje Józef Kozyra, św. Jakub ma tu tradycyjne hebrajskie rozumienie ducha (hebr. rûah) z Księgi Rodzaju, który jest tam źródłem życia. Ciało (soma) żyje dzięki duchowi (pneuma), a bez tego ożywczego ducha jest martwe. Podobnie według J. Kozyry, Jakub wykazuje typową terminologię semicką w stwierdzeniu: 

Bracia moi, jeśliby ktokolwiek z was zszedł z drogi prawdy, a drugi go nawrócił, niech wie, że kto nawrócił grzesznika z jego błędnej drogi, wybawi duszę jego od śmierci i zakryje liczne grzechy. (Jk 5,19-20 BT)

J.Kozyra tłumaczy to zdanie: nawracając grzesznika z błędnej drogi, ocali go od potępienia i przyczyni się do przebaczenia wielu grzechów. Biblista ten jest zdania, że dusza jest tu użyta jako nazwa całości,oznacza tu żywą istotę duchowo-cielesną - podobnie jak np. Rdz 2,7 mówi o człowieku jako o duszy żyjącej.

### W biblijnej eschatologii indywidualnej
Analizując założenia biblijnej eschatologii indywidualnej, A.Jankowski OSB dowodzi, że dwudział dusza-ciało nie był obcy objawieniu Starego Testamentu. Hebrajska wizja człowieka nigdy nie utożsamiała człowieka z ciałem na sposób monistyczny. Gdy przyszło jej skonfrontować się z helleńską wizją człowieka nietrudno było jej przyjąć dualistyczną terminologię, aby lepiej wyrazić intuicje teologiczne, dotyczące losu człowieka po śmierci. Dwie księgi ST, Księga Mądrości oraz 2 Księga Machabejska, są świadkami tej asymilacji dokonanej bez sprzeniewierzenia się własnej tradycji. Wtórowały im poza kanoniczne rabinackie komentarze Pisma Świętego. Jezus wszedł w ten sam nurt, czego dowodzi logion znajdujący się w Ewangeliach synoptycznych:

Nie bójcie się tych, którzy zabijają ciało, lecz duszy zabić nie mogą. Bójcie się raczej tego, który duszę i ciało może zatracić w piekle (Mt 10,18; por. Łk 12,4n

Jak uważa A.Jankowski OSB, również apostołowie podjęli tę wizję człowieka, jak np. Paweł w 1 Tes 5,23. Także Piotr obracający się w środowisku judeo-chrześcijańskim, mówi o duszach (duchach) przebywających w więzieniu, gdzie duchy odpowiadałyby starotestamentalnym cieniom, (hebr.) ra-fa-im, więzienie zaś szeolowi:

Chrystus... zabity wprawdzie na ciele, ale powołany do życia Duchem. W nim poszedł ogłosić [zbawienie] nawet duchom zamkniętym w więzieniu, niegdyś nieposłusznym, gdy za dni Noego cierpliwość Boża oczekiwała, a budowana była arka, w której niewielu, to jest osiem dusz, zostało uratowanych przez wodę.  Teraz również zgodnie z tym wzorem ratuje was ona we chrzcie nie przez obmycie brudu cielesnego, ale przez zwróconą do Boga prośbę o dobre sumienie, dzięki zmartwychwstaniu Jezusa Chrystusa (1 P 3,19-21).

Zdaniem Joachima Gnilki owe „duchy” należy jednak rozumieć jako synów Bożych, którzy zapragnęli posiąść córki człowiecze (por. Rdz 6,1-4).
Również w 1 P 5,9 Piotr Apostoł mówi o zbawieniu dusz (psyche), która, według Augustyna Jankowskiego, nie jest tu symbolem całego człowieka, lecz oznacza konkretny duchowy element człowieka: gdy osiągniecie cel waszej wiary - zbawienie dusz. Inaczej uważa Joachim Gnilka, według którego dusza oznacza tu całego człowieka, a tło tekstu jest wyraźnie apokaliptyczne.

## Ojcowie Kościoła i starochrześcijańscy pisarze
W początkach chrześcijańskiej refleksji antropologicznej, greccy Ojcowie Kościoła, jak Justyn (ok. 100–ok. 165) i Ireneusz (ok. 140–ok. 202) uznawali, że dusza jest zdolna umrzeć, tłumacząc, że inaczej nie można by jej uznać za byt stworzony. 
Justyn stanowczo bronił zmartwychwstania ciał jako prawdy chrześcijańskiej. Przeciwstawiał się poglądom platońskim i gnostyckim, wymieniając m.in. saduceuszów, Galilejczyków i hellenistów, jakoby same tylko dusze miały być brane do nieba – mówił, że nie są chrześcijanami ci, którzy nie wierzą w zmartwychwstanie ciał, uważając, że w chwili śmierci dusze umarłych idą do nieba i już więcej nie mają nic wspólnego z ciałem. Zgodnie z zapowiedziami proroków Ezechiela i Izajasza zmartwychwstali mają żyć w Jerozolimie tysiąc lat. Justyn wyznawał millenaryzm, który później był potępiony przez Kościół. 
Z kolei, jeden z pierwszych łacińskich pisarzy, Tertulian (ok. 155–220), ze względu na jej relacje z innymi i ze światem, nazwał duszę ciałem w swoim rodzaju (corpus sui generis).
Święty Augustyn (354–430) w swoim traktacie O wielkości duszy, ukazywał niematerialność duszy, wskazując że jest substancją rozumną (rationis particeps), przystosowaną do ciała i mającą nim kierować. Dusza jest niematerialna i, choć z ciałem złączona na kształt małżeństwa, stoi wyżej od niego w hierarchii bytów. Za św. Pawłem Augustyn uznawał, że po grzechu pierworodnym pierwotna harmonia duszy i ciała została rozbita. Odtąd zamiast być posłuszne duszy, ciało walczy, by ją sobie podporządkować. Lekarstwo na to rozbicie, Augustyn widział w Chrystusie. Zbawiciel umożliwia przywrócenie właściwej roli duszy w życiu człowieka. Relacje między dusza-ciało Augustyn przedstawiał posługując się obrazem małżeństwa:

I w tymże ciele zamieszkuje grzech, choć już ów grzech nie króluje: «duch jednak posiada życie na skutek usprawiedliwienia. A jeżeli mieszka w was Duch Tego, który Jezusa wskrzesił z martwych, to Ten, co wskrzesił Chrystusa <Jezusa> z martwych, przywróci do życia wasze śmiertelne ciała mocą mieszkającego w was swego Ducha» (Rz 8,10-11). Tam już nie będzie ani tego, co by walczyło, ani tego, co by podniecało, wszystko wejdzie w stan pokoju. Nie walczą bowiem ze sobą przeciwne natury, lecz jakby w domu mąż z żoną. Jeżeli przeciwko sobie występują,  nieznośne i ryzykowne to dzieło. Jeśli mąż zostanie zwyciężony i panować będzie żona – pokój przewrotny. Jeśli zaś żona podporządkuje się panowaniu męża – pokój sprawiedliwy, przecież z jednej natury nie powstała druga odmienna natura: jako człowiek  z męża została uczyniona kobieta. Twoje ciało jest twoją małżonką, służebnicą twoją; cokolwiek znajduje się po tobie, trzeba byś to podporządkował. I jeśli walczysz, walcz jak należy. Wypada bowiem, by niższy podporządkował się wyższemu. Niech ten, kto chce sobie podporządkować to, co jest niżej od niego, podporządkuje się wyższemu od siebie. 
Uznaj porządek, szukaj pokoju. Ty Bogu, tobie ciało. Cóż sprawiedliwszego? Cóż piękniejszego? Ty większemu, mniejsze tobie: ty służ Temu, kto ciebie uczynił, aby tobie służyło to, co uczyniono ze względu na ciebie. Nie taki bowiem porządek poznaliśmy i nie taki porządek zalecamy: tobie ciało, a ty Bogu – lecz ty Bogu, a tobie ciało. Jeśli zaś pogardzasz ty Bogiem, nigdy nie sprawisz by tobie ciało. Ty, który nie jesteś posłuszny Panu, będziesz dręczony przez sługę. Czy, jeśli nie najpierw ty Bogu, by następnie tobie ciało, będziesz mógł wypowiedzieć te słowa: «Błogosławiony Pan, Bóg mój, który zaprawia ręce moje do walki, i palce moje do bitwy»? Chcesz walczyć będąc niewprawnym – zwyciężony potępisz się. Wpierw więc poddaj siebie Bogu i tak walczyłbyś  pouczany i wspierany przez Niego, mówiąc: «Ten, który zaprawia ręce moje do walki, i palce moje do bitwy».

## Średniowiecze
Święty Tomasz z Akwinu (1225-1274) nauczał, że dusza ludzka jako byt przygodny ma w sobie wewnętrzne naturalne pragnienie (desiderium naturale) wiecznego istnienia. Wynika ono z samej jej natury jako bytu i przejawia się w postaci podwójnego pragnienia: szczęścia oraz wizji Pierwszej Prawdy. Nie jest ono związane z konkretną władzą duszy. Jest wychyleniem, ruchem ku przyszłości, które może przyjąć formę rezygnacji, rozpaczy lub nadziei. 
Władzą duszy, której dobro jest naturalnym przedmiotem, jest wola. Dążenie do dobra jest jej naturą. W przypadku innych władz człowieka, kierowanie ich ku dobru jest zadaniem cnót. Wola ma to dążenie sama z siebie i nie potrzebuje pomocy ze strony osobnej sprawności, cnoty. Jednak w odniesieniu do dobra, które przekracza zakres mocy woli (proportio potentiae) - cnota jest jej niezbędna. Takim dobrem przewyższającym jej zdolności jest Dobro, którym jest Bóg. Cnotami wlanymi, które kierują miłość woli ku temu Dobru i umożliwiają ją są cnoty teologalne miłości i nadziei.

## Teologia współczesna
W okresie Soboru Watykańskiego II, w duchu powrotu do źródeł liturgii i teologii oraz realizacji programu aggiornamento, dokumenty Magisterium przeniosły akcent ze schematu dusza-ciało na pojęcie osoby, jako duchowo-cielesnej całości, która zdolna jest do przekraczania, transcendowania rzeczywistości fizykalnej. Wyraża to zwłaszcza konstytucja Gaudium et Spes:

Nie myli się człowiek, gdy uważa się za wyższego od rzeczy cielesnych, a nie tylko za cząstkę przyrody lub za anonimowy składnik społeczności państwowej. Albowiem tym, co zawiera jego wnętrze, przerasta człowiek cały świat rzeczy, a wraca do tych wewnętrznych głębi, gdy zwraca się do swego serca, gdzie oczekuje go Bóg, który bada serce, i gdzie on sam pod okiem Boga decyduje o własnym losie. Tak więc uznając w sobie duszę duchową i nieśmiertelną, nie daje się zwieść ułudną fikcją wypływającą z fizycznych tylko i społecznych warunków, lecz przeciwnie, dosięga samej prawdziwej istoty rzeczy (GS 14).

Wydany po Soborze Watykańskim Katechizm Kościoła Katolickiego zbiera katolicką naukę o duszy w następujący sposób:

362. Osoba ludzka, stworzona na obraz Boży, jest równocześnie istotą cielesną i duchową. (...)
363. Pojęcie dusza często oznacza w Piśmie świętym życie ludzkie lub całą osobę ludzką(...) „dusza” oznacza zasadę duchową w człowieku.
365. Jedność ciała i duszy jest tak głęboka, że można uważać duszę za „formę” ciała; oznacza to, że dzięki duszy duchowej ciało utworzone z materii jest ciałem żywym i ludzkim; duch i materia w człowieku nie są dwiema połączonymi naturami, ale ich zjednoczenie tworzy jedną naturę.
366. Kościół naucza, że każda dusza duchowa jest bezpośrednio stworzona przez Boga nie jest ona „produktem” rodziców - i jest nieśmiertelna, nie ginie więc po jej oddzieleniu się od ciała w chwili śmierci i połączy się na nowo z ciałem w chwili ostatecznego zmartwychwstania.
367. Niekiedy odróżnia się duszę od ducha(...) rozróżnienie to nie wprowadza jakiegoś dualizmu w duszy.

## Krytyka
Istnienie nieśmiertelnej duszy zanegował w XVIII wieku  w dziele Testament ksiądz katolicki Jean Meslier.